# Чон-Чункур
Чон-Чункур — печера, розташовується на крутому північному схилі масиву Туя-Муюн (Ферганська долина). Довжина печери становить 60 м, а глибина — 35 м.
Має фреатичне походження. Стіни печери покривають коралів, належать до молодої фази мінералізації. У залі біля входу в печеру є двометровий шар лесу еолового походження.
У 1989 році печера Чон-Чункур досліджена міжнародною експедицією під керівництвом Інституту геології Киргизької РСР.